# Ultrafiltr
Ultrafiltr je matematický pojem z oboru teorie množin.

## Definice
Je-li {\displaystyle X\,\!} množina a {\displaystyle \mathbb {P} (X)\,\!} její potenční množina (tj. množina všech jejích podmnožin), pak řekneme, že neprázdná množina {\displaystyle F\subseteq \mathbb {P} (X)\,\!} je ultrafiltr, pokud platí: 

1. {\displaystyle F\,\!} neobsahuje prázdnou množinu
2. {\displaystyle A,B\in F\implies A\cap B\in F\,\!}
3. {\displaystyle (A\in F\land A\subseteq B)\implies B\in F\,\!}
4. {\displaystyle (\forall A\in \mathbb {P} (X))(A\in F\vee X-A\in F)\,\!}

## Vysvětlení definice
Podle bodu 2 je ultrafiltr dolů usměrněná množina, podle bodu 3 je to horní množina – jedná se tedy o filtr v potenční algebře.

Bod 1 a podmínka, podle které je ultrafiltr neprázdná množina, zaručují, že se jedná o vlastní filtr – ultrafiltr tedy není žádný z triviálních případů, kterými jsou prázdná množina a celá potenční množina {\displaystyle \mathbb {P} (X)\,\!}

Podle bodu 4 je v ultrafiltru obsažena podmnožina {\displaystyle A\subseteq X\,\!} nebo její doplněk {\displaystyle (X-A)\subseteq X\,\!}. Pokud by pro některou množinu {\displaystyle A\subseteq X\,\!} obsahoval ultrafiltr tuto množinu, i její doplněk, pak by musel podle bodu 2 obsahovat i {\displaystyle A\cap (X-A)=\emptyset \,\!} , a podle bodu 1 by se již nejednalo o ultrafiltr. Ultrafiltr tedy vždy obsahuje buď množinu, nebo její doplněk, ale nikdy ne obojí zároveň.

Tato vlastnost tedy zaručuje, že ultrafiltr je mezi ostatními vlastními filtry na potenční množině v jistém smyslu maximální – jakmile bychom se pokusili přidat k němu další množinu, pak výsledkem již nebude ultrafiltr, výsledkem již dokonce nebude ani filtr.
Zjednodušeně řečeno, ultrafiltr „seká“ celou potenční množinu na dvě části. Z každé dvojice podmnožina – její doplněk vybírá právě jednu možnost.

## Příklady a vlastnosti

### Triviální ultrafiltr
Za hlavní filtr považujeme filtr všech nadmnožin nějaké množiny {\displaystyle A\subseteq X\,\!}, hlavní filtr určený množinou {\displaystyle A\,\!} tedy lze zapsat jako

{\displaystyle F(A)=\{B\subseteq X:A\subseteq B\}\,\!}

Mezi hlavními filtry existují ultrafiltry – jsou to hlavní filtry určené jednoprvkovou množinou {\displaystyle A=\{a\}\,\!}, kde {\displaystyle a\in X\,\!}. Tyto ultrafiltry jsou nazývány triviální ultrafiltry.
Na konečné množině je každý ultrafiltr triviální – celkový počet ultrafiltrů tedy odpovídá počtu prvků množiny {\displaystyle X\,\!}.

Na nekonečné množině odpovídá počet triviálních ultrafiltrů mohutnosti množiny {\displaystyle X\,\!}.

### Uniformní ultrafiltr
Ultrafiltr {\displaystyle {\mathcal {U}}} na množině X se nazývá uniformní, má-li každá množina {\displaystyle A\in {\mathcal {U}}} mohutnost rovnou mohutnosti množiny X. Zřejmě každý uniformní ultrafiltr je netriviální.

### Základní věta o ultrafiltrech
Nabízí se otázka, zda na nekonečné množině existují nějaké netriviální ultrafiltry. Kladnou odpověď dává základní věta o ultrafiltrech:

Každý centrovaný systém lze rozšířit do ultrafiltru.
Protože filtr je speciálním případem centrovaného systému, lze podle této věty každý filtr rozšířit (přidáním nějakých dalších podmnožin) na ultrafiltr.
Vezmeme-li v úvahu například Fréchetův filtr a aplikujeme na něj tuto větu, získáváme důkaz o existenci ultrafiltru, který určitě není triviální.
Důkaz této věty podstatným způsobem používá princip maximality – větu nelze dokázat bez přijetí axiomu výběru nebo nějaké jeho obdoby.

### Dualita s prvoideálem
Stejně jako u většiny pojmů z teorie uspořádání, má i ultrafiltr svůj duální pojem – prvoideál. Ke každému ultrafiltru {\displaystyle F\,\!} existuje duální prvoideál – množina všech doplňků z {\displaystyle F\,\!}: 

{\displaystyle F^{*}=\{X-A:A\in F\}\,\!}
Vztah platí i opačně – množina doplňků k prvoideálu je ultrafiltr – duální ultrafiltr. Navíc je každý ultrafiltr duálním ultrafiltrem svého duálního prvoideálu, tj. platí

{\displaystyle (F^{*})^{*}=F\,\!}